# Cyathea megalosora
Cyathea megalosora är en ormbunkeart som beskrevs av Edwin Bingham Copeland. Cyathea megalosora ingår i släktet Cyathea och familjen Cyatheaceae. Inga underarter finns listade.